# Гришата
Гришата — деревня в Афанасьевском районе Кировской области в составе Борского сельского поселения.

## География
Расположена на расстоянии примерно 17 км на север-северо-запад по прямой от центра посёлка Бор на левобережье реки Кама.

## История
Известна с 1905 года как починок При Березовской Старице (Казаковское), 5 дворов и 29 жителей, в 1926 году уже деревня Гришатская, 11 дворов и 70 жителей, в 1950 году 23 и 89, в 1989 году проживало 18 жителей. Нынешнее название утвердилось с 1950 года.  

## Население
Постоянное население составляло 6 человек (русские 100 %) в 2002 году, 1 в 2010 году.